# Kenzo Taniguchi
Kenzo Taniguchi (谷口 堅三 Taniguchi Kenzo?, nacido el 15 de septiembre de 1988 en Kagoshima) es un futbolista japonés que se desempeña como delantero.

## Trayectoria

### Clubes
| Club                | País  | Año         |
| ------------------- | ----- | ----------- |
| Sagan Tosu          | Japón | 2007 - 2010 |
| Kagoshima United FC | Japón | 2010 - 2014 |
| Grulla Morioka      | Japón | 2015 - 2017 |
| Fujieda MYFC        | Japón | 2018 -      |

## Estadística de carrera

### J. League
| Club           | Año   | J. League | J. League | Copa J. League | Copa J. League | Total | Total |
| Club           | Año   | Part.     | Goles     | Part.          | Goles          | Part. | Goles |
| -------------- | ----- | --------- | --------- | -------------- | -------------- | ----- | ----- |
| Sagan Tosu     | 2007  | 4         | 0         | -              | -              | 4     | 0     |
| Sagan Tosu     | 2008  | 24        | 3         | -              | -              | 24    | 3     |
| Sagan Tosu     | 2009  | 3         | 0         | -              | -              | 3     | 0     |
| Sagan Tosu     | 2010  | 0         | 0         | -              | -              | 0     | 0     |
| Grulla Morioka | 2015  | 28        | 3         | -              | -              | 28    | 3     |
| Grulla Morioka | 2016  | 29        | 8         | -              | -              | 29    | 8     |
| Grulla Morioka | 2017  | 32        | 7         | -              | -              | 32    | 7     |
| Total          | Total | 120       | 21        | 0              | 0              | 120   | 21    |